# Hemiechinus auritus
Il riccio dalle orecchie lunghe (Hemiechinus auritus S. G. Gmelin, 1770) è una specie di riccio diffusa in Asia Centrale e nel Medio Oriente.
Vive in tane che scava o trova, e si distingue per le orecchie lunghe.
Poiché tende ad avere parassiti ed è portatore di malattie anche gravi, come la peste, se lo si vuole avere come animale domestico bisogna acquistarlo da un rivenditore specializzato.

## Descrizione
La lunghezza della testa e del corpo del riccio dalle orecchie lunghe è di circa 120–270 mm e la coda è lunga 10–50 mm. Il cranio è lungo circa 38–48 mm. A differenza di altre specie, gli pterigoidi del cranio non si gonfiano e non trasmettono informazioni alla membrana timpanica. Le orecchie di questo riccio sono 30–45 mm più lunghe della spina dorsale più vicina. Sono utilizzati per la radiazione termica nel deserto. I ricci dalle orecchie lunghe hanno grandi sensi dell'udito e dell'olfatto che usano per cacciare il cibo e individuare i predatori. Le spine del riccio dalle orecchie lunghe sono incorporate in un'esclusiva guaina muscolare che forma una struttura a forma di sacco che funge da protezione per il riccio. Possono ritirarsi in questa sacca ed erigere le spine per respingere i predatori, se necessario. Le spine dorsali sono bianche sulla punta con bande più scure nella parte inferiore. Non hanno aree scure e chiare sui loro volti. Inoltre non hanno uno spazio tra le spine sulla parte posteriore del collo, comune ad altre specie di ricci. Il riccio dalle orecchie lunghe ha la parte inferiore chiara e peli biancastri sulla punta delle orecchie. La parte superiore e i talloni dei piedi sono ricoperti di pelo ma le piante dei piedi sono nude.
Il riccio dalle orecchie lunghe è più piccolo del riccio dell'Europa occidentale; pesa tra 250 e 400 grammi, ed è molto più veloce. È meno probabile che si raggomitoli in una palla quando viene avvicinato dai predatori e preferirà provare a correre più veloce o saltare verso i predatori con i loro aghi relativamente corti.

## Biologia

### Comportamento
Il riccio dalle orecchie lunghe va in letargo d'estate e d'inverno, per evitare i climi estremi del suo territorio. Si riproduce in primavera. Per difendersi dai predatori (spesso aquile e gufi) preferisce fuggire anziché appallottolarsi.

### Alimentazione
Il riccio dalle lunghe orecchie è un insettivoro; Il 70% della sua dieta è costituita da insetti, con alcuni vermi e una piccola quantità di lumache e chiocciole. L'idea che questi animali mangino solo lumache e chiocciole è un mito; questo tipo di cibo costituisce solo circa il 5% della loro dieta naturale. La composizione della dieta di un riccio selvatico è la seguente: 30% scarafaggi, 25% bruchi, 11% lombrichi, 10% uova di uccelli, 5% carne di mammifero, 5% lumache e chiocciole, 3% millepiedi, 3% forbicine, 2% api, 1% di carne di uccelli e 5% che non è stato definito dai ricercatori. Questa ripartizione della dieta non è specifica dell'Hemiechinus auritus ma è una generalizzazione relativa alla maggior parte delle specie di riccio.
Più specifico di questa specie, l'Hemiechinus auritus è un insettivoro che si nutre nelle prime ore della sera alla ricerca di insetti, miriapodi, gasteropodi, batraci (anfibi), piccoli vertebrati e piante. Può anche mangiare serpenti o altri vertebrati rannicchiandosi per proteggere la parte inferiore mentre mangia la preda che lotta. Preferiscono vivere vicino a una fonte d'acqua. Tuttavia, se questa non è disponibile, dipendono dalla fonte di cibo per l'assunzione di acqua. Il riccio dalle orecchie lunghe è attivo per gran parte dell'anno e va in letargo per periodi di tempo più brevi. Il letargo più lungo segnalato è di 40 giorni. Questo letargo può avvenire in estate o in inverno. Anche questo riccio percorrerà fino a 9 km durante la notte in cerca di cibo.

## Distribuzione e habitat
Hemiechinus auritus ha un areale che si estende dalla regione del Mediterraneo orientale, attraverso le zone aride e steppose dell'Asia fino al Pakistan occidentale a sud; e dall'Ucraina orientale attraverso la Mongolia (deserto del Gobi), fino alla Cina (Xinjiang). Questa specie è originaria dei seguenti paesi: Afghanistan, Cina, Cipro, Egitto, Iran, Iraq, Israele, Kirghizistan, Libano, Libia, Mongolia, Pakistan, Russia, Siria, Tagikistan, Turchia, Turkmenistan, Ucraina e Uzbekistan.
Il riccio dalle orecchie lunghe preferisce soggiornare nei climi intermedi, evitando il caldo deserto e le zone montuose più fredde del nord. Preferiscono anche aree con precipitazioni moderate di 100–400 mm.
Il riccio dalle orecchie lunghe abita alcuni tipi diversi di steppe secche, semi-deserti e deserti. Predilige valli fluviali secche, calanchi, fasce di rifugio forestale, fossi di irrigazione abbandonati e aree arbustive, e spesso si insedia in oasi e attorno agli insediamenti umani (talvolta in habitat coltivati). Vivono in tane che scavano sotto i cespugli lunghi 45 cm e con una sola apertura. Possono anche abitare nelle tane abbandonate di altri piccoli mammiferi. Sono ricci solitari notturni. Durante il giorno si trovano a riposare sotto rocce, cavità o cumuli di pietre.

## Riproduzione
Il riccio dalle orecchie lunghe si riproduce solo una volta all'anno nei mesi estivi da luglio a settembre. La presenza di spine non inibisce la capacità di questa specie di riprodursi. Il periodo di gestazione del riccio dalle orecchie lunghe è di 35-42 giorni. La femmina ha 8-10 capezzoli e spesso ha 2-3 piccoli. Dopo solo una settimana i bambini iniziano a mangiare cibi solidi. Nascono con pochissime spine ed entro cinque ore dalla nascita le spine hanno raddoppiato le loro dimensioni. Dopo due settimane i piccoli sono completamente ricoperti dalle loro nuove spine.

## Predatori
Il riccio dalle orecchie lunghe viene cacciato dal gufo reale euroasiatico e costituisce circa il 14% della dieta degli uccelli predatori. È stato segnalato come preda del gufo reale del faraone nella riserva naturale di Azraq in Giordania. Il riccio dalle orecchie lunghe è un ospite del parassita intestinale Acanthocephalan Moniliformis cryptosaudi.

## Impatto
I ricci dalle orecchie lunghe possono essere utili dal punto di vista agricolo poiché mangiano organismi nocivi come termiti e scorpioni. Non risulta che danneggino i raccolti poiché vivono in aree prevalentemente desolate e desertiche.